# Hệ thống khu dự trữ sinh quyển thế giới
Mạng lưới khu dự trữ sinh quyển thế giới (tiếng Anh: The World Network of Biosphere Reserves) được thành lập tại Hội nghị dự trữ sinh quyển quốc tế ở Sevilla vào năm 1995.
Danh sách đầy đủ về khu dự trữ sinh quyển từ trang Web của UNESCO (tính đến tháng 1 năm 2003).

Bản đồ thể hiện mạng lưới các khu dự trữ sinh quyển trên thế giới kể từ năm 2005, màu sắc thể hiện số lượng khu trên đơn vị là quốc gia. Lưu ý: Các khu xuyên biên giới đã được phân phối và tính toán đều giữa các nước có liên quan để thuận tiện cho các bản đồ định vị, do đó, chúng được tính lại nhiều lần.

- Danh sách khu dự trữ sinh quyển Algeria
- Danh sách khu dự trữ sinh quyển Argentina
- Danh sách khu dự trữ sinh quyển Australia
- Danh sách khu dự trữ sinh quyển Áo
- Danh sách khu dự trữ sinh quyển Belarus
- Danh sách khu dự trữ sinh quyển Benin
- Danh sách khu dự trữ sinh quyển Benin - Burkina Faso - Niger
- Danh sách khu dự trữ sinh quyển Bolivia
- Danh sách khu dự trữ sinh quyển Brazil
- Danh sách khu dự trữ sinh quyển Bulgaria
- Danh sách khu dự trữ sinh quyển Burkina Faso
- Danh sách khu dự trữ sinh quyển Cambodia
- Danh sách khu dự trữ sinh quyển Cameroon
- Danh sách khu dự trữ sinh quyển Canada
- Danh sách khu dự trữ sinh quyển Cộng hòa Trung Phi
- Danh sách khu dự trữ sinh quyển Chile
- Danh sách khu dự trữ sinh quyển China
- Danh sách khu dự trữ sinh quyển Colombia
- Danh sách khu dự trữ sinh quyển Congo
- Danh sách khu dự trữ sinh quyển Costa Rica
- Danh sách khu dự trữ sinh quyển Côte d'Ivoire
- Danh sách khu dự trữ sinh quyển Croatia
- Danh sách khu dự trữ sinh quyển Cuba
- Danh sách khu dự trữ sinh quyển Cộng hòa Czech
- Danh sách khu dự trữ sinh quyển Cộng hòa Czech Ban Lan
- Danh sách khu dự trữ sinh quyển Bắc Triều Tiên
- Danh sách khu dự trữ sinh quyển Cộng hòa Dân chủ Congo
- Danh sách khu dự trữ sinh quyển Dan Mạch
- Danh sách khu dự trữ sinh quyển Cộng hòa Dominic
- Danh sách khu dự trữ sinh quyển Ecuador
- Danh sách khu dự trữ sinh quyển Ai Cập
- Danh sách khu dự trữ sinh quyển Estonia
- Danh sách khu dự trữ sinh quyển Phần Lan
- Danh sách khu dự trữ sinh quyển Pháp
- Danh sách khu dự trữ sinh quyển Pháp - Đức
- Danh sách khu dự trữ sinh quyển Gabon
- Danh sách khu dự trữ sinh quyển Đức
- Danh sách khu dự trữ sinh quyển Ghana
- Danh sách khu dự trữ sinh quyển Hy Lạp
- Danh sách khu dự trữ sinh quyển Guatemala
- Danh sách khu dự trữ sinh quyển Guinea
- Danh sách khu dự trữ sinh quyển Guinea-Bissau
- Danh sách khu dự trữ sinh quyển Honduras
  - Danh sách khu dự trữ sinh quyển Río Plátano
- Danh sách khu dự trữ sinh quyển Hungary
- Danh sách khu dự trữ sinh quyển Ấn Độ
- Danh sách khu dự trữ sinh quyển Indonesia
- Danh sách khu dự trữ sinh quyển Iran
- Danh sách khu dự trữ sinh quyển Ireland
- Danh sách khu dự trữ sinh quyển Israel
- Danh sách khu dự trữ sinh quyển Italia
- Danh sách khu dự trữ sinh quyển Nhật Bản
- Danh sách khu dự trữ sinh quyển Jordan
- Danh sách khu dự trữ sinh quyển Kenya
- Danh sách khu dự trữ sinh quyển Kyrgyzstan
- Danh sách khu dự trữ sinh quyển Latvia
- Danh sách khu dự trữ sinh quyển Madagascar
- Danh sách khu dự trữ sinh quyển Malawi
- List of Biosphere Reserves in Mali
- Danh sách khu dự trữ sinh quyển Mauritius
- Danh sách khu dự trữ sinh quyển Mê Hi Cô
- Danh sách khu dự trữ sinh quyển Mông Cổ
- Danh sách khu dự trữ sinh quyển Morocco
- Danh sách khu dự trữ sinh quyển Hà Lan
- Danh sách khu dự trữ sinh quyển Nicaragua
- Danh sách khu dự trữ sinh quyển Niger
- Danh sách khu dự trữ sinh quyển Nigeria
- Danh sách khu dự trữ sinh quyển Pakistan
- Danh sách khu dự trữ sinh quyển Panama
- Danh sách khu dự trữ sinh quyển Paraguay
- Danh sách khu dự trữ sinh quyển Peru
- Danh sách khu dự trữ sinh quyển Philippines
- List of Biosphere Reserves in Poland
- Danh sách khu dự trữ sinh quyển Ba Lan - Slovakia
- Danh sách khu dự trữ sinh quyển Ba Lan - Slovakia - Ukraina
- Danh sách khu dự trữ sinh quyển Bồ Đào Nha
- Danh sách khu dự trữ sinh quyển Hàn Quốc
- Danh sách khu dự trữ sinh quyển Romania
- Danh sách khu dự trữ sinh quyển - Ukraina
- Danh sách khu dự trữ sinh quyển Cộng hòa Liên bang Nga
- Danh sách khu dự trữ sinh quyển Rwanda
- Danh sách khu dự trữ sinh quyển Senegal
- Danh sách khu dự trữ sinh quyển Slovakia
- Danh sách khu dự trữ sinh quyển Nam Phi
- Danh sách khu dự trữ sinh quyển Tây Ban Nha
- Danh sách khu dự trữ sinh quyển Sri Lanka
- Danh sách khu dự trữ sinh quyển Sudan
- Danh sách khu dự trữ sinh quyển Thụy Điển
- Danh sách khu dự trữ sinh quyển Thụy Sĩ
- Danh sách khu dự trữ sinh quyển Thái Lan
- Danh sách khu dự trữ sinh quyển Tunisia
- Danh sách khu dự trữ sinh quyển Turkmenistan
- Danh sách khu dự trữ sinh quyển Uganda
- Danh sách khu dự trữ sinh quyển Ukraina
- Danh sách khu dự trữ sinh quyển Vương quốc Anh
- Danh sách khu dự trữ sinh quyển Cộng hòa Tanzania
- Danh sách khu dự trữ sinh quyển Hoa Kỳ
- Danh sách khu dự trữ sinh quyển Uruguay
- Danh sách khu dự trữ sinh quyển Uzbekistan
- Danh sách khu dự trữ sinh quyển Venezuela
- Danh sách khu dự trữ sinh quyển Việt Nam
- Danh sách khu dự trữ sinh quyển Nam Tư